# El viaje de Javier Heraud
El viaje de Javier Heraud (traduïble com a "El viatge de Javier Heraud") és un documental peruà de 2019 dirigit per Javier Corcuera. Va ser produït per Quechua Films Perú, La Mula Produccions i Tamboura Films (Espanya), i distribuït per V&R Films. Va ser estrenat al 23è Festival de Cinema de Lima sent la pel·lícula d'obertura del certamen. Posteriorment, el 22 d'agost de 2019, va ser estrenada al públic general en sales de cinemes comercials.
El documental és un retrat del poeta i guerriller peruà Javier Heraud, que va morir als 21 anys al Departament de Madre de Dios, territori de l'Amazònia peruana, a través de la informació i documents que posseeix Ariarca Otero, reneboda de Heraud.